# Bogotà Challenger
Il Bogotà Challenger è stato un torneo professionistico di tennis giocato su campi in terra rossa. Faceva parte dell'ATP Challenger Series. Si giocava annualmente a Bogotà in Colombia.
Mauricio Hadad detiene entrambi i record sia nel singolare con 3 titoli che nel doppio con 2 titoli vinti.

## Albo d'oro

### Singolare
| Anno | Campione           | Finalista               | Punteggio     |
| ---- | ------------------ | ----------------------- | ------------- |
| 1996 | Roberto Jabali     | Juan Antonio Pino Pérez | 6–7, 6–4, 6–1 |
| 1995 | Jérôme Golmard     | Gabriel Silberstein     | 2–6, 6–3, 6–2 |
| 1994 | Mauricio Hadad (3) | Nuno Marques            | 6–3, 6–3      |
| 1993 | Mauricio Hadad (2) | Sergio Cortés           | 2–6, 6–3, 6–0 |
| 1992 | Daniel Marco       | Andrew Sznajder         | 7–6, 3–6, 6–4 |
| 1991 | Roberto Saad       | Xavier Daufresne        | 6–3, 3–6, 6–4 |
| 1990 | Álvaro Jordan      | Libor Němeček           | 6–3, 6–3      |
| 1989 | Mauricio Hadad (1) | Guillermo Minutella     | 6–3, 6–7, 6–4 |
| 1988 | Gustavo Giussani   | Christian Miniussi      | 7–6, 5–7, 6–4 |

### Doppio
| Anno | Campioni                          | Finalisti                             | Punteggio     |
| ---- | --------------------------------- | ------------------------------------- | ------------- |
| 1996 | Brett Hansen-Dent T. J. Middleton | Leonardo Lavalle Óscar Ortiz          | 6–4, 6–3      |
| 1995 | Óscar Ortiz Leander Paes          | Sergio Cortés João Cunha e Silva      | 7–6, 7–6      |
| 1994 | Lucas Arnold Ker Pablo Campana    | Danilo Marcelino Nuno Marques         | 3–6, 7–6, 7–6 |
| 1993 | Mauricio Hadad (2) Miguel Tobon   | Nicolás Lapentti Luis Morejon         | 6–3, 6–3      |
| 1992 | Nicolás Pereira Mario Tabares     | William Kyriakos Fernando Meligeni    | 7–6, 7–5      |
| 1991 | Gustavo Guerrero Roberto Saad     | José Daher César Kist                 | 6–4, 6–4      |
| 1990 | Mauricio Hadad (1) Mario Rincón   | Carlos Claverie Greg Failla           | 7–6, 7–6      |
| 1989 | Roberto Lopez Alain Lemaitre      | Carlos Claverie Alfonso González-Mora | 3–6, 6–3, 6–0 |
| 1988 | Fabian Blengino Gustavo Giussani  | Guillermo Minutella Gerardo Mirad     | 6–4, 1–6, 7–6 |